# Myosotis lytteltonensis
Myosotis lytteltonensis är en strävbladig växtart som först beskrevs av Robert Malcolm Laing och A.Wall, och fick sitt nu gällande namn av De Lange. Myosotis lytteltonensis ingår i släktet förgätmigejer, och familjen strävbladiga växter. Inga underarter finns listade i Catalogue of Life.